# 住吉鳥居前停留場
住吉鳥居前停留場（日语：／ Sumiyoshi-Torii-mae teiryūjō */?）是一個位於日本大阪府大阪市住吉區住吉二丁目，屬於阪堺電氣軌道阪堺線的停留場。車站編號為HN12。

### 車站構造
對向式月台2面2線的地面車站。

## 相鄰停留場
阪堺電氣軌道
■阪堺線
住吉（HN10）－住吉鳥居前（HN12）－細井川（HN13）